# Христаки Груев
Христаки (Христо) Тодоров Груев е виден гражданин на Варна отпреди Освобождението, общественик, училищен настоятел и търговец.
Роден е в Калофер, годината на неговото раждане остава неизвестна, предполага се, че е около 1835.
Впоследствие се заселва във Варна и започва да се занимава с търговия. Един от основателите на първата училищна общност в града (1860). Настоятел на първото училище в града.
През 1866 год. се жени се за сестрата на Христо Ботев – Ана. Ана умира на 17 год. при раждането на първото им дете – синът им Тодор, Детето също умира скоро, само на 6 год.
Христаки Груев е избран от гражданите на Провадия за посрещане на руската армия през 1878 год. Бил е председател на Провадийския окръжен съдебен съвет.
Депутат в Учредителното събрание в Търново „по избор“ от гр. Провадия.

## Памет
Паметна плоча в двора на Духовно-просветния център „Св. Архангел Михаил“ – гр. Варна.